# Cascabulho
Cascabulho (crioll capverdià Kaskabudj) és una vila al nord de l'illa de Maio a l'arxipèlag de Cap Verd. Està situada 15 kilòmetres al nord-est de Vila do Maio.